# Johanneslogeforbundet
Johanneslogeforbundet af Gamle, Frie og Antagne Murere, også kendt som Johanneslogeforbundet, er en frimurerrite, der arbejder efter det schröderske ritual. Ritualet er skrevet af den tyske dramatiker og filosof Friedrich Ludwig Ulrich Schröder. Ritualet er, i sine grundlæggende principper, baseret på alle datidens tilgængelige materialer og hviler på James Andersons Konstitutionsbog af 1723 for Storlogen af London med "Frimurerens gamle Pligter". 
Johanneslogeforbundet har virket i Danmark i over 100 år med det schröderske ritual. Logen "Christian til Palmetræet" er den ældste af forbundets loger, med patent fra Storlogen af Hamburg den 17. november 1900. De to andre loger i Johanneslogeforbundet er "Ygdrasil" og "De gamle Pligter".
Forbundet blev tilsluttet Den Danske Frimurerorden den 28. september 1959, ved en gensidig og uopsigelig overenskomst.